# Thorsby (Alberta)
Thorsby è un villaggio del Canada, situato in Alberta, nella divisione No. 11.